# Simon-Auguste Tissot
Simon (sau Samuel) Auguste André David Tissot (n. 20 martie 1728 - d. 13 iunie 1797) a fost medic elvețian, cunoscut mai ales pentru studiile sale despre epilepsie, migrene și alte tulburări nervoase.

## Biografie
După absolvirea studiilor medicale la Universitatea din Montpellier, la 22 de ani devine medic și se instalează la Lausanne, Elveția.

## Contribuții
Debutul notorietății sale începe pe fondul controversei legate de utilizarea inoculării ca luptă împotriva bolilor infecțioase. Tissot se declară în favoarea folosirii vaccinului.
Dar cea mai celebră contribuție a sa este cea legată de studiile referitoare la masturbare. Tissot se declară împotriva acestui obicei considerându-l periculos pentru sănătate.
Tissot s-a mai ocupat și de maladiile din sfera neurologiei și în special de migrenă, devenind, pentru o lungă perioadă, o autoritate în domeniu.
Ca o recunoaștere a valorii sale, a fost admis ca membru al societății științifice Royal Society din Anglia.